# Doryda (imię)
Doryda – spolszczenie greckiego imienia Doris, znanego z mitologii greckiej. Imię to oznaczało kobietą pochodzącą z Doris, krainy w środkowej Grecji.
Doryda imieniny obchodzi 24 czerwca, 7 sierpnia.
Znane osoby o tym imieniu:
- Doris Day (1922–2019) – amerykańska aktorka
- Doris Lessing (1919–2013) – brytyjska pisarka
- Doris Troy (1937–2004) – amerykańska piosenkarka soulowa